# Tribuno de la plebe
El tribuno de la plebe (en latín, tribunus plebis) era un cargo de la antigua república romana, elegido por los ciudadanos que componían la plebe.
Los tribunos de la plebe surgieron para defender a los plebeyos.

## Creación de la mision
"En aquellos tiempos, habiéndose separado la plebe de los patricios, cerca del año decimoséptimo después de la expulsión de los reyes, la plebe creó para sí unos tribunos en el Monte Sacro (Aventino) que fuesen magistrados plebeyos. Denominados tribunos porque, en otro tiempo, el pueblo estaba dividido en tres partes y se nombraba uno por cada una, o también porque eran nombrados por sufragios de las tribus".

El cargo del tribuno de la plebe fue establecido en el 494 a. C., unos 15 años después de la fundación tradicional de la república romana (509 a. C.). La creación de este cargo, que durante el siglo V a. C. tuvo amplia jurisdicción sobre la vida pública de Roma, es atribuida al dictador Manio Valerio Máximo, quien propuso al Senado el sacrificio de algunos privilegios para aliviar la asfixia social que venía formándose desde los reyes (Mommsen). Los plebeyos de Roma, a través de una rebelión que amenazó con fundar una nueva ciudad plebeya, lograron que los patricios accedieran a diversas medidas sobre la pérdida de la propiedad o la posesión a causa de deudas, se crearon colonias y se entregaron tierras, y se estableció el tribunado; sin embargo, muchas de sus características (como su número y sus facultades) irían cambiando con el tiempo.
El tribunado sería sacrosanto (sacrosanta potestas), lo cual significa que quien la ocupase estaría protegido de cualquier daño físico, y que tendría el derecho de auxiliar a los plebeyos y rescatarlos del ejercicio del poder de un magistrado patricio (ius auxiliandi).
Más tarde, los tribunos adquirirían un poder mucho mayor a través de la concesión del ius intercessionis, que les daba la capacidad de veto sobre cualquier ley o propuesta proveniente de algún magistrado, incluyendo otros tribunos de la plebe. Como representante principal de los plebeyos romanos, se requería que la casa del tribuno estuviera abierta todo el tiempo, día y noche. Los tribunos de la plebe eran elegidos por el Concilium Plebis (Asamblea de la plebe).
El tribuno también tenía poder para ejecutar la pena capital sobre cualquier persona que interfiriese en el ejercicio de sus actividades. El carácter sacrosanto del tribuno se reforzaba mediante un juramento solemne de los plebeyos, consistente en matar a cualquier persona que dañase a un tribuno durante sus actividades. Era la única persona con poder para convocar al Concilium Plebis y actuaba como presidente del mismo, teniendo capacidad para proponer legislación a la asamblea. También podía convocar al Senado y presentar propuestas en esa institución.
Como los cónsules, los tribunos de la plebe eran dos, siendo elegidos por las curias. Más tarde, se amplió su número a 5 y finalmente el número de tribunos se incrementó hasta diez.

## Función y olitaas
Los Tribuni Plebis (que no hay que confundir con los tribunos militares ya existentes, con funciones en el ejército) fueron establecidos como un contrapoder plebeyo (en el interior de la ciudad) al poder de los patricios y de los cónsules. 

Su función esencial es proteger a la plebe individualmente o como clase, contra eventuales arbitrariedades de los magistrados patricios. Para el ejercicio de este auxilium se valían de la intercessio, del derecho de veto con el que pueden detener e impedir las órdenes, los decretos, las levas del Cónsul, las decisiones del Senado, las propuestas de ley, las elecciones, y las convocatorias a comicios para cualquier fin así como todo acto de los poderes públicos, hasta el extremo de poder detener toda la maquinaria de Estado. Esta actividad la ejerce por petición del ciudadano o por su propia iniciativa.

Fuera de la ciudad sólo tenía poder (imperium) el mando militar de los cónsules, o del Dictador en su caso. El poder del tribuno únicamente tenía efecto dentro de los límites de Roma. Su capacidad de veto no afectaba a las provincias ni a los gobernadores de las mismas, y su carácter sacrosanto desaparecía a partir de una milla de distancia de las murallas de Roma.
Los tribunos podían anular cualquier decisión de un magistrado romano (incluyendo la de los cónsules). Disponían de amplias facultades en materia de justicia criminal. Además, al cabo de poco tiempo, los tribunos pasaron a dirigir las Asambleas plebeyas por tribus, y sus votaciones, de manera que acabaron convirtiéndose en los promotores de todas las iniciativas legislativas, y terminaron por contar con la potestad de promover leyes.
Como principales facultades de los tribunos (Tribunitia potestas) citaremos:
- Permitir a un plebeyo sustraerse al servicio militar.
- Impedir que un plebeyo insolvente fuera tratado como esclavo, de acuerdo al derecho civil romano respecto a los deudores.
- Podían demandar a través de los alguaciles (Viatores) a cualquier ciudadano romano, incluyendo a los cónsules y altos magistrados hasta entonces exentos de responsabilidad en el ejercicio de su cargo.
- Tenían el poder de vetar las decisiones y disposiciones de los magistrados patricios, del Senado, e incluso de los cónsules, exceptuando al cónsul en estado de dictador.[3]

Los tribunos disponían de unos oficiales auxiliares para temas judiciales poco importantes (donde solo pudiera ser impuesta como pena una multa) llamados Ediles de la plebe (Aediles plebei) para distinguirlos de los guardas de edificios oficiales llamados también ediles (Aediles); otros auxiliares de los tribunos fueron los Judices Decemviri o Decemviri stlitibus iudicandis, cuyas funciones no son bien conocidas.
Los tribunos tenían también mando militar lo que les daba derecho a la convocatoria de las Asambleas por Centurias. Pero pronto se decidió un nuevo sistema de Asamblea y votaciones, mediante reuniones por tribu. Pero como las cuatro antiguas tribus existentes eran demasiado extensas y constituían un número par, se dividió el territorio romano en veintiún distritos o tribus (495 a. C., 260 ab urbe condita). Las tribus se dividían en urbanas (la Succusana luego Suburrana, la Collina, la Esquilina y la Palatina), y rústicas.
Los tribunos no tenían la consideración de magistrados romanos, ya que sus facultades al principio eran meramente negativas. Como tales, no podían sentarse en las sillas curules reservadas a los magistrados y debían hacerlo en los bancos. A diferencia de los cónsules, no disponían de lictores (de toga galoneada de púrpura) ni de insignias de magistrado. Los tribunos no podían votar en el Senado ni formar parte del Consejo de la Ciudad (Curia). Su cargo era anual y terminaba cada año el 10 de diciembre.
En general, el cargo de tribuno recaía en plebeyos ricos. Los tribunos no eran senadores. Sin embargo, la institución tribunicia no solucionó la situación de los campesinos pobres. Al enfrentamiento entre patricios y plebeyos de antaño, siguió la oposición entre ricos (en su mayor parte patricios, pero también con cierto número de plebeyos) y pobres (plebeyos).
Marcus Cantius, gens Cantia o Candia, tribuno de la plebe en 293 a. C., que realizó una acusación en contra de Lucio Postumio Megelo, uno de los cónsules del año anterior. Sin embargo, este fue nombrado legado del cónsul Espurio Carvilio Máximo, cuya popularidad le blindó ante la justicia. Algunos manuscritos dan el nomen del tribuno como «Scantius».
Se requería que el tribuno fuese plebeyo y, hasta el 421 a. C., ésta fue la única magistratura a la que podían acceder. A finales de la república, el político patricio Publio Clodio logró acceder al Tribunado mediante su adopción previa por una de las ramas plebeyas de su familia.

## El Tribunado a finales de la República
Lucio Cornelio Sila, como dictador, recortó severamente los poderes de los tribunos de la plebe, eliminando su poder de veto y su capacidad de proponer leyes a la Asamblea sin el consentimiento del Senado. Más tarde el Tribunado fue restaurado en su poder anterior, durante el consulado de Marco Licinio Craso y Cneo Pompeyo Magno.
A través de la historia de la república y hasta su caída, hubo importantes personajes que utilizaron a los tribunos para su gloria y ganancia personal. Clodio y Milón, por ejemplo, fueron tribunos que utilizaron la violencia en las cortes y en el gobierno para conseguir lo que les solicitaban Pompeyo y Julio César. Cuando el Senado denegaba alguna solicitud, como por ejemplo tierra para los veteranos de Pompeyo o una prolongación del gobierno en la Galia para César, se acudía a los tribunos y se buscaba conseguirlo a través de la Asamblea de la Plebe. En tiempos de Cayo Mario y Sila, Saturnino, que intentó regalar el grano y coronarse rey de Roma; y Sulpicio, que intentó anular el Senado, son otros ejemplos negativos. Marco Livio Druso, que intentó sin éxito dar la ciudadanía romana a los habitantes de Italia (itálicos) es uno del uso positivo del cargo.
Al ser legalmente imposible que un patricio accediese al cargo de tribuno de la plebe, el primer emperador romano, César Augusto, recibió en su lugar todos los poderes del tribunado sin ostentar formalmente el puesto (tribunicia potestas). Esta formaba una de las dos principales bases en las que Augusto basaba su autoridad, siendo la otra el imperium proconsulare maius. Le daba el derecho de veto y la autoridad para convocar el Senado. También se convertía en una figura sacrosanta y podía ejercer la pena capital en el ejercicio de sus deberes.
La mayoría de los reinados de los emperadores comienzan con la asunción de la tribunicia potestas, aunque algunos como Tiberio, Tito, Trajano, Marco Aurelio, etc., la recibieron previamente mientras reinaba su predecesor. Otras personas como Marco Agripa o Druso el Joven, aunque no llegaron a ser emperadores también recibieron la tribunicia potestas.
El pasar de los tiempos hace que la figura del Tribuno de la Plebe desaparezca.